# 沟颌龙类
沟颌龙类（Sulcimentisaauria）是西里龍科恐龍的一個分支，屬於較後期的種類，分類的基礎跟牙齒形狀有關。西里龍是沟颌龙类最古老的屬，似乎還是雜食性，但其他的屬幾乎都是植食性。沟颌龙类化石已在北美、南美、歐洲和非洲發現。
沟颌龙类包括狄奧多羅斯龍屬、真腔骨龍屬、似鷹龍屬、高髖龍屬、塞龍屬、西里龍屬，但不包括阿希利龍屬、劉氏鱷屬、無父龍屬、未知龍屬、劉氏鱷屬、皮薩諾龍屬、索米亞龍屬、科技龍屬。 